# ふたりが忘れない
「ふたりが忘れない」（ふたりがわすれない）は、2005年11月23日にLantisからリリースされた美郷あきの3作目のシングル。

## 解説
前作「UNLIMITED FIRE」から3ヶ月ぶりのリリースとなる2005年3作目のシングル。表題曲「ふたりが忘れない」は、テレビアニメ『ガンパレード・オーケストラ』のエンディングテーマとして使用された。自身のシングル表題曲がアニメ主題歌に起用されるのは1枚目のシングル「君が空だった」以来3作ぶり。

## 収録曲
（全作詞：畑亜貴、作曲・編曲：飯塚昌明）
1. ふたりが忘れない [5:15]
2. Confusion Lovers [4:27]
3. ふたりが忘れない (off vocal)
4. Confusion Lovers   (off vocal)

## タイアップ
- テレビアニメ『ガンパレード・オーケストラ』エンディングテーマ